# Четта V
Чей Четта V (1709—1755) — король Камбоджі, який правив країною в середині XVIII століття.

## Життєпис
Був другим сином короля Томмо Рачеа III. Прийшов до влади після визволення країни від в'єтнамського панування. Його правління було нетривалим, а після його смерті на престол знову зійшов Анг Тонг.